# Ian Selley
Ian Selley (14 giugno 1974) è un ex calciatore inglese, di ruolo centrocampista.

## Carriera

### Club
Cresciuto nelle giovanili dell'Arsenal, fu aggregato alla prima squadra a partire dal 1992. Con i Gunners in cinque anni totalizzò 42 presenze in Premier League e contribuì alla vittoria della Coppa di Lega nel 1993 e della Coppa delle Coppe 1993-1994 giocando da titolare la finale contro il Parma.
In seguito ebbe due esperienze non positive nel Fulham e nel Wimbledon FC, oltre a due periodi in prestito al Southend United.
Tra il 2003 e il 2007 milita nello Woking, in seguito continua a giocare nelle categorie minori inglesi. Dal 2010 fa parte dell'Havant & Waterlooville che gioca in Conference South, sesta serie del calcio britannico.

### Nazionale
Fece parte della Nazionale inglese Under-20 con la quale partecipò al Mondiale di categoria del 1993 giungendo al terzo posto.
In seguito giocò in Nazionale Under-21 totalizzando 3 presenze.

## Palmarès

### Giocatore

#### Competizioni nazionali
- Coppa d'Inghilterra: 1

Arsenal: 1992-1993
- Coppa di Lega inglese: 1

Arsenal: 1992-1993
- Conference League Cup: 1

Woking: 2004-2005

#### Competizioni internazionali
- Coppa delle Coppe: 1

Arsenal: 1993-1994